# The Flag of Our Union
The Flag of Our Union (осн. 1846) — еженедельная газета, издававшаяся в Бостоне, штат Массачусетс, в середине XIX века. Помимо новостей, в ней были представлены произведения художественной литературы и поэзии, в том числе произведения известных писателей, таких как Луиза Мэй Олкотт и Эдгар Аллан По. Издатель Фредерик Глисон начал "Флаг " в 1846 году, как «разный семейный журнал, содержащий новости, остроумие, юмор и романтику — независимо от партии или секты». В газете появлялись оригинальные рассказы, стихи и иллюстрации, а также краткие новости о местных, национальных и международных текущих событиях. Мэтьюрин Мюррей Баллоу был редактором. В 1849 году офис Глисона располагался «на углу улиц Корт и Тремонт» в Бостоне.
Флаг стал довольно популярным. По некоторым данным, около 1851 года у него был «самый большой тираж среди всех газет в Соединенных Штатах». Около 1852 года тираж достиг 75 000 экземпляров и вскоре вырос до 100 000 экземпляров. Авторами историй в первые годы газеты были Генри Эймс Блад, Сильванус -младший, Джозеф Холт Ингрэм и Эдгар Аллан По. Авторы часто публиковались под псевдонимами, например под именем «Ида Фэрфилд» скрывалась Мэри Бассетт Кларк. Гравюры были оригинальными: «читатель, пожалуйста, помните, что все иллюстрации, которые появляются во Флаге, изначально разработаны и выгравированы для этой газеты, и в её колонках никогда не будут найдены подержанные доски».
Редактор Баллоу позже стал издателем газеты, купив её у Глисона в 1854 году. На протяжении многих лет среди издателей были Глисон (1846—1854), Баллоу (1854—1863), Джеймс Р. Эллиотт (1863—1870), Уильям Генри Томс (1863—1871) и Ньютон Талбот (1863—1871) — последний через фирмы Elliott, Thomes & Talbot и Thomes & Talbot. Среди авторов в более поздние годы были некоторые особенно примечательные имена. Сара Орн Джют опубликовала свой первый рассказ «Любовники Дженни Гарроу» в 1868 году. Луиза Мэй Олкотт публиковала работы под псевдонимом; она также написала рукопись для "Флага " под названием "Долгая роковая погоня за любовью ", но эта работа впервые была опубликована лишь в 1995 года. Олкотт описывает вымышленный Флаг (то есть Знамя Бларнистоуна и Еженедельный вулкан) в "Маленьких женщинах " (1868).